# Alban Müller
Alban Müller (* 29. April 1895 in Altdorf; † 20. April 1960 in Olten; heimatberechtigt in Altdorf) war ein Schweizer Politiker (katholisch-konservativ).

## Leben
Alban Müller besuchte das Kollegium Schwyz sowie das Kloster Disentis und schloss später (1920) an der ETH Zürich als Agraringenieur ab. Danach war er Direktor der Landwirtschaftsschule Mehrerau und ab 1922 Verwalter der Filiale Hammer des Verbandes landwirtschaftlichen Genossenschaften der Nordwestschweiz in Olten. Zudem war er Lehrer an der von ihm mitgegründeten landwirtschaftlichen Fortbildungsschule in Olten und an der kantonalen Landwirtschaftsschule Steingrube/Wallierhof in Solothurn.
Von 1925 bis 1943 sass er im Solothurner Kantonsrat, den er 1943 präsidierte. Bei den Schweizer Parlamentswahlen 1943 wurde er in den Nationalrat gewählt, dem er bis 1959 angehörte und wo er Präsident der bäuerlichen Gruppe innerhalb der katholischen-konservativen Fraktion war.
Ab 1923 war Müller Vorstandsmitglied des landwirtschaftlichen Kantonalvereins, ab 1947 auch des Schweizer Bauernverbandes. Er gründete 1933 die solothurnische Bauernhilfkasse mit, wo er auch bis 1938 im Vorstand sass. Er war ab 1941 Mitglied der Aufsichtskommission der Landwirtschaftlichen Schule Wallierhof, gründete 1946 den Schweizer Schlachtviehproduzentenverband und war von 1946 bis 1956 Präsident der schweizerischen katholischen Bauernvereinigung. Zudem war er 1940 Aufsichtsratspräsident der Schweizer Raiffeisenkassen und von 1945 bis zu seinem Tod Verwaltungsrat der Atel und des Walter Verlags in Olten.